# Gannibal
Gannibal (în japoneză ガンニバル, transliterat: Gan'nibaru) este un serial de televiziune japonez de folclor de groază (în engleză: folk horror) din 2022. Bazat pe manga horror omonimă scrisă și ilustrată de Masaaki Ninomiya, are în rolurile principale pe Yuya Yagira, Riho Yoshioka și Show Kasamatsu. A avut premiera la 28 decembrie 2022, pe Disney+ la nivel internațional și pe Hulu în Statele Unite.
Pe 21 septembrie 2023, a fost anunțat un al doilea sezon, care a fost lansat pe 19 martie 2025.

## Rezumat
Un sat îndepărtat ascunde secrete întunecate legate de practici străvechi, descoperite după dispariția misterioasă a unui localnic. Pe măsură ce un nou polițist investighează, linia dintre adevăr și teroare începe să se estompeze.
Ofițerul de poliție Daigo Agawa este transferat în satul de munte Kuge după un incident de care este responsabil, după ce predecesorul său a dispărut în mod misterios. Când ajunge în sat cu soția sa Yūki și fiica Mashiro, inițial pare locul perfect pentru a găsi pacea după chinurile din trecutul recent. Locuitorii satului trăiesc din silvicultură și vând produse precum lemnul de chiparos. Familia Gotō, care deține o mare parte din sat, este responsabilă de cultivare și distribuție. Într-o zi, trupul unei bătrâne este găsit pe munte. După familia Gotō, ea a fost atacată de un urs, dar Daigo descoperă răni umane pe antebraț. El își dă seama repede că nimic nu este ceea ce pare în acest sat.